# Claire Keegan
Claire Keegan (Contea di Wicklow, 1968) è una scrittrice irlandese.

## Biografia
Nata nel 1968 nella Contea di Wicklow, ha studiato alla Loyola University New Orleans e ha conseguito un M.A. all'Università del Galles e un M.Phil. al Trinity College.
Nel 1999 ha esordito nella narrativa con la raccolta di racconti Dove l'acqua è più profonda grazie alla quale è stata insignita del Premio Rooney per la letteratura irlandese.
Insegnante di scrittura creativa, è considerata tra le nuove voci più interessanti della narrativa breve irlandese.

## Opere

### Raccolte di racconti
- Dove l'acqua è più profonda (Antarctica, 1999), traduzione di Massimiliano Morini, Vicenza, Neri Pozza, 2010, ISBN 978-88-545-0302-1.
- Nei campi azzurri (Walk the Blue Fields, 2007), traduzione di Massimiliano Morini, Vicenza, Neri Pozza, 2009, ISBN 978-88-545-0301-4.
- So Late in the Day: stories of women and men, New York, Grove Press, 2023 ISBN 978-0-8021-6085-0.

### Romanzi brevi
- Un'estate (Foster, 2010), traduzione di Monica Pareschi, Torino, Einaudi, 2023, ISBN 978-8806256319.
- Piccole cose da nulla (Small Things like These, 2021), traduzione di Monica Pareschi, Torino, Einaudi, 2022, ISBN 978-88-06-25163-5.
- Quando ormai era tardi (So late in the day, 2022), traduzione di Monica Pareschi, Torino, Einaudi, 2024, ISBN 978-88-06-26369-0.

## Adattamenti cinematografici
- The Quiet Girl (An Cailín Ciúin), regia di Colm Bairéad (2022) (dal romanzo Un'estate)
- Small Things Like These, regia di Tim Mielants (2024) (dal romanzo Piccole cose da nulla)

## Premi e riconoscimenti
- Premio Rooney per la letteratura irlandese: 2000 vincitrice con Dove l'acqua è più profonda
- Orwell Prize: 2022 vincitrice nella categoria "Fiction politica" con Piccole cose da nulla[5]